# Riềng
Riềng hay riềng thuốc, lương khương, củ riềng (danh pháp hai phần: Alpinia officinarum) là cây thân thảo thuộc họ Gừng.

## Đặc điểm

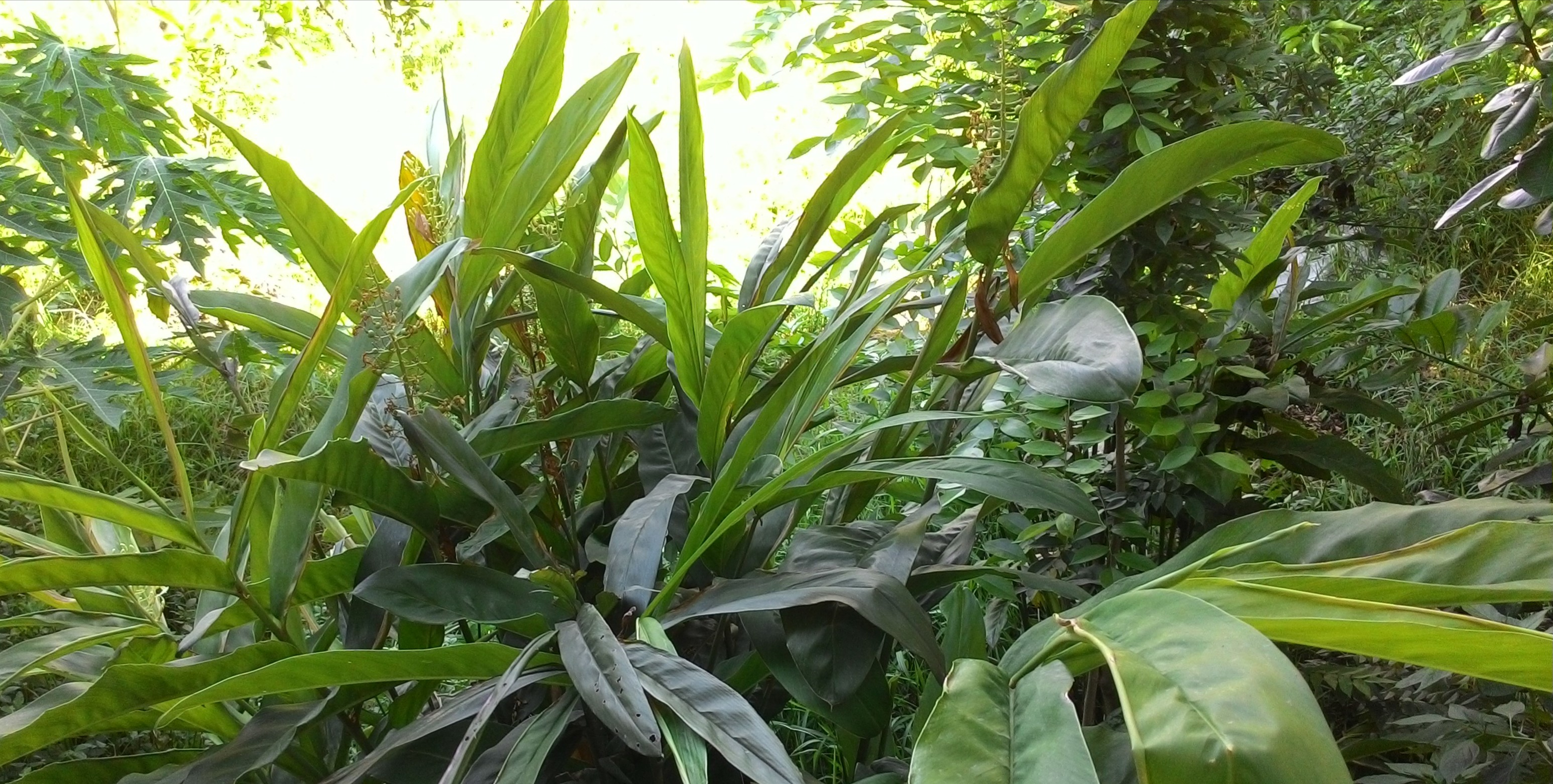
Cây Riềng

Cây có thể cao đến 1,2 m, ra hoa tháng 4 đến tháng 9. Thân rễ có thể dùng làm thuốc, lá, thân và thân rễ dùng làm gia vị. Củ riềng non vỏ có màu tía, củ riềng khi già ngả dần sang màu trắng. Củ riềng có rễ khi thu hoạch thường phải cắt bỏ rễ.
Cây mọc hoang hoặc được trồng ở Ấn Độ, Trung Quốc và các nước Đông Nam Á. Tại Việt Nam, riềng được trồng phổ biến.

## Hóa thực vật
Củ riềng chứa hàm lượng lớn flavonol galangin là chất đã được chứng minh là ngăn cản quá trình phát triển của tế bào ung thư vú.

## Tác dụng của riềng
Củ riềng cùng họ gừng, nhưng tên của nó còn độc đáo hơn, đông y gọi là Cao Lương Khương, được xếp vào bậc cao hơn. Chữ Lương nghĩa là tốt hơn, Khương là họ gừng, mang tên Cao Lương có nghĩa là hay hơn về độ ấm. Củ riềng theo quan niệm của Đông Y nằm ở dưới đất, có vị cay. Người ta gọi củ riềng là địa hỏa. Địa là đất, hỏa là vị cay.
Tác dụng 1: Trị tiêu chảy.
Cũng như củ gừng, riềng làm ấm bụng, nghĩa là dùng trong trường hợp bụng bị lạnh, đi tiêu chảy. Nếu độ ấm của gừng tản ra giúp ra mồ hôi, thì riềng không tản ra mà tập trung trong vùng bụng, có tác dụng tiêu thực đối với chứng khó tiêu, đầy hơi. Những ai bị khuẩn coli, đi tiêu chảy liên tục ra nước, ruột kích ứng, dã nát một tép riềng rồi đổ tí nước sôi vào ngâm uống như uống trà.
Tác dụng 2: Chống đau co thắt dạ dày.
Chẳng hạn thấy đang ngồi làm việc bỗng nhiên ôm bụng gục xuống đau dữ dội. Trường hợp này có thể do dạ dày co thắt, đau dưới dạng thần kinh. Nếu không phải do ăn no hoặc quá đói mà vẫn đau thì nên nghĩ đến đau do thần kinh, gây co thắt nhiều quá. Quan sát thấy tư thế nếu gập đè vào mà đỡ đau đi, thì ta nghĩ đến đau do co thắt. Trong trường hợp này, sử dụng 2 vị thuốc là củ riềng và hương phụ (dân gian gọi là củ cỏ cú hoặc củ gấu, bỏ vào nồi rang lên cho hết lông bên ngoài rồi băm nhỏ ra). Cho một nhúm hương phụ và vài lát riềng tươi vào một cái tô và chế nước sôi vào, đậy nắp lại. Để khoảng 30 phút và uống thì có thể làm dịu cơn đau.
Tác dụng 3: Trị nôn mửa, ợ hơi.
Những bệnh nhân bị nôn mửa, bị nấc, đau, ợ hơi là do hỏa trong dạ dày bốc lên. Địa là ở dưới đất mang đặc tính âm sẽ hút xuống. Khi dùng riềng vào, cái đang nóng đưa lên gặp hỏa này, hai cái gặp nhau, lấy tác dụng của địa để giáng xuống, kéo hết cái hỏa xuống. Người đang nấc, hơi nóng lên liên tục thì uống một tí riềng vào sẽ đẩy hơi xuống, Đông Y gọi là giáng nghịch. Khí không bị nghịch lên nữa thì sẽ không bị nấc lên. Những người bị ợ hơi, bị khí chặn ngang ngực gây co thắt hoặc thậm chí tức vùng ngực phải lấy tay đấm ngực. Trong khi đi khám bác sĩ nói tim tốt, dạ dày tốt, không bị gì cả, nhưng khi nằm xuống lại cảm thấy ngăn nghẹn rất khó chịu, ăn một tí muốn ói ra bởi khí ngăn, lên không lên, xuống không xuống, nếu nặng hơn, dần dần lên tới cổ như cảm thấy vướng, Đông Y gọi là mai hạch khí. Trong trường hợp như vậy, sử dụng một tép riềng. Dã dập, chế nước sôi vào, đậy nắp một lát thì uống. Hương thơm của riềng sẽ kích thích bao tử, chất cay sẽ vào với chất hỏa, tính chất địa sẽ rút xuống làm cho hơi không lên được nữa, hương thơm sẽ kích thích tì vị, đẩy được hơi xuống.
Cũng có thể có thể cắt một miếng riềng để lên lòng cổ tay, dán nhẹ, chất riềng sẽ thấm qua huyệt nội quan dẫn vào trong, chất riềng sẽ làm cho dạ dày ấm lại và không đưa khí lên nữa.
Tác dụng 4: Trị lang beng.
Gọt bỏ vỏ ngoài củ riềng đập dập bỏ vào nồi, đổ tí dấm vào. Đun sôi. Khi đang sôi, gắp một miếng bông gòn nhúng vào, thấy còn hơi âm ấm thì xoa vào tất cả những chỗ có lang beng. Xoa như vậy đến ngày thứ hai, thứ ba sẽ hết ngứa. Từ ngày thứ năm trở đi thì da không còn những mảng trắng lang beng nữa.
Tuy nhiên, đối với trường hợp cảm mạo, hoặc xông, thì củ gừng lại hay hơn củ riềng. Điểm khác nhau là, vị của gừng cay và phát tán nên khi dùng thì ra mồ hôi và giải cảm, còn riềng đặc biệt không phát ra ngoài mà chỉ tập trung trong dạ dày. Như đối với bệnh nhân bị khí thống, là đau do khí, thì trường hợp này lại sử dụng riềng chứ không sử dụng gừng.

## Hình ảnh

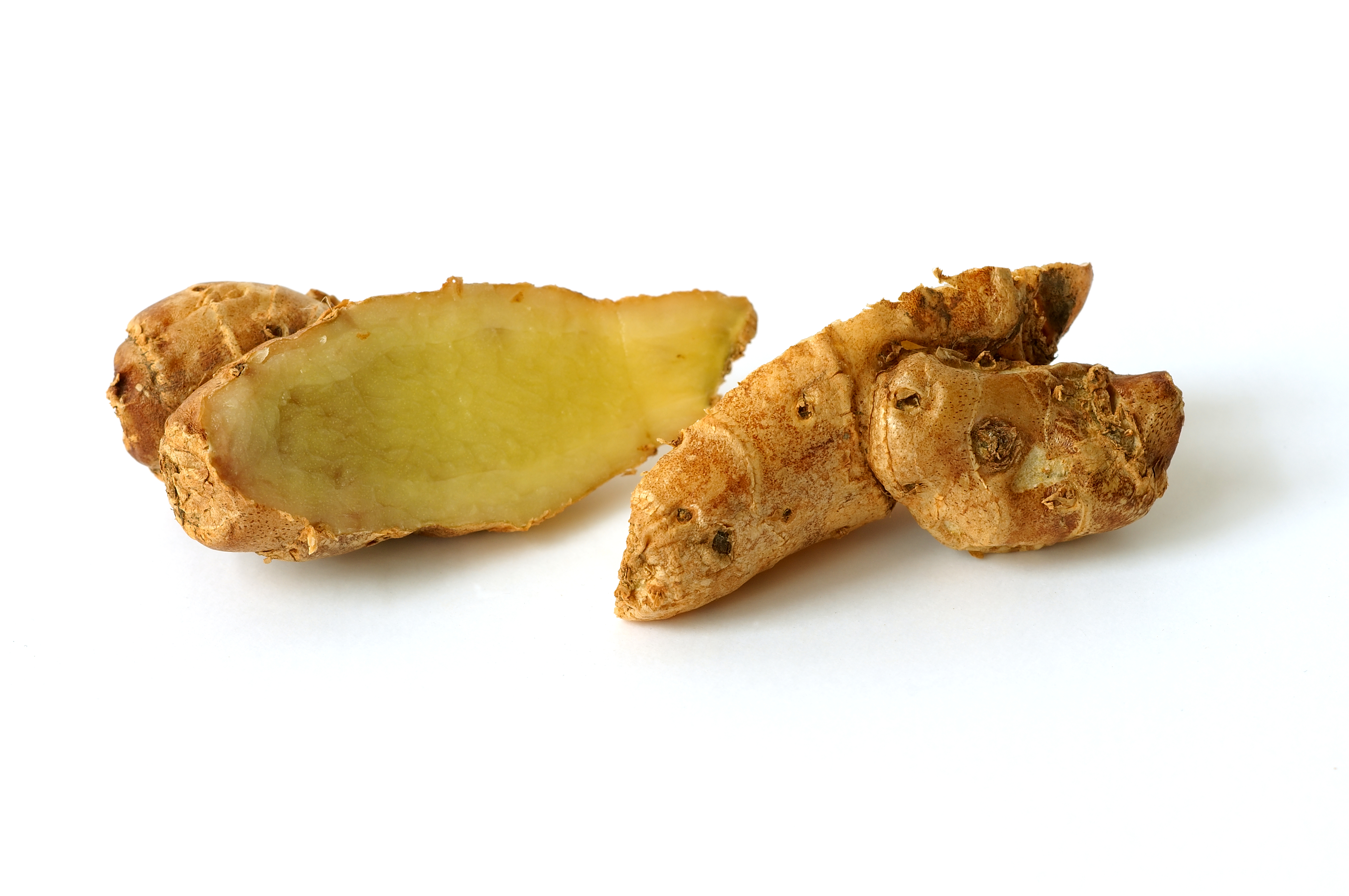
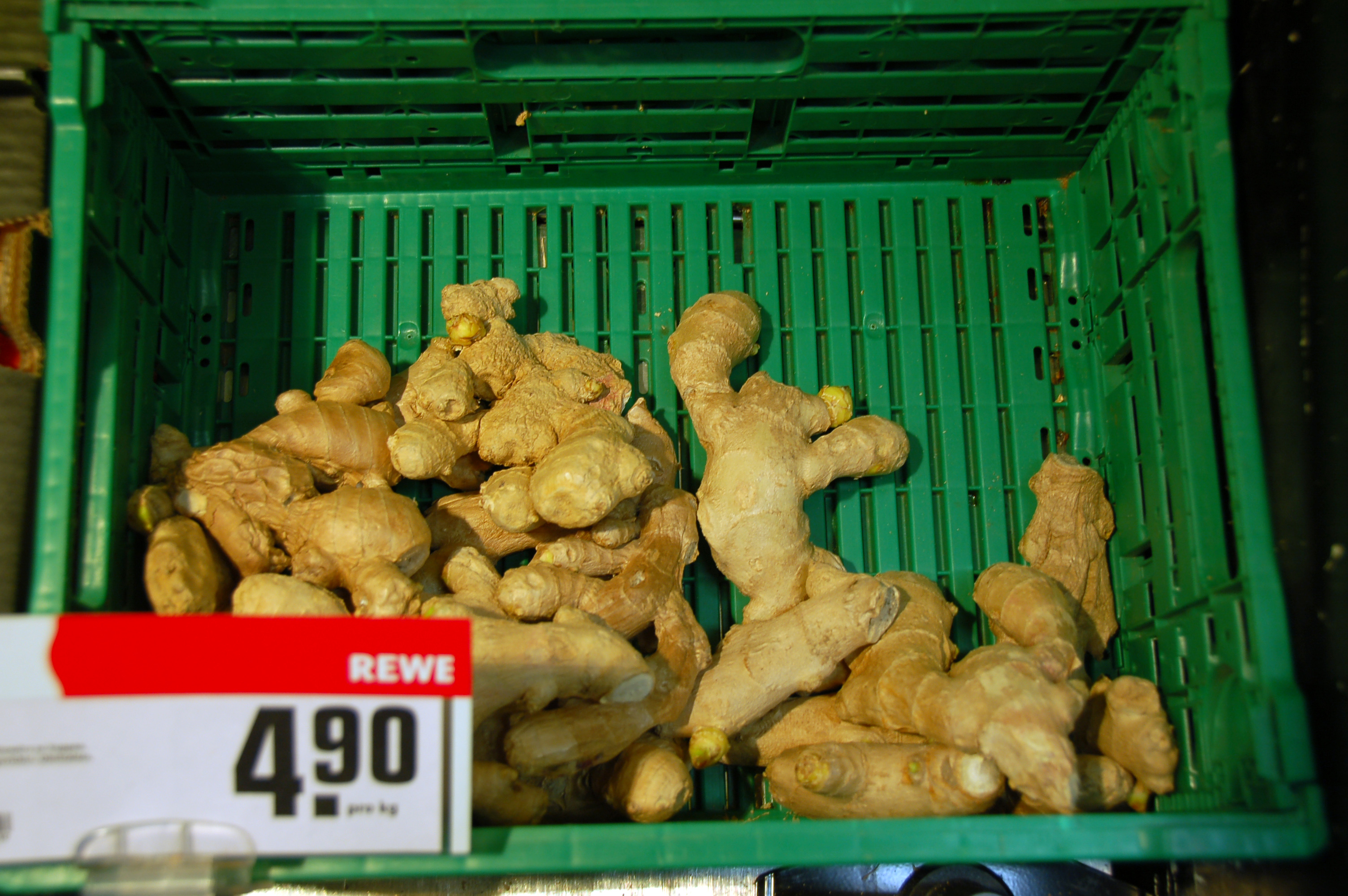
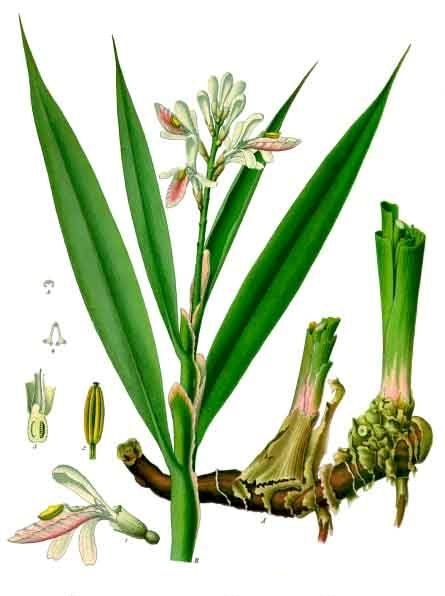
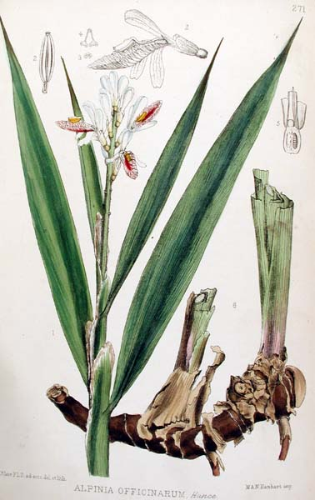